# Feira de Santana
Feira de Santana es un municipio brasileño del estado de Bahía, situado a 115 km de su capital, Salvador de Bahía y conectado a través de la autovía BR-324.
Se localiza a una latitud de 12°16′0″ S y una longitud de 38°58′0″ O, estando a una altitud de 234 metros sobre el nivel del mar. Su población estimada para el año 2006 era de 701.284 habitantes.
La ciudad se encuentra en uno de los principales cruces de carreteras del nordeste brasileño, funcionando como pasaje para el tráfico venido del sur y centro oeste que se dirige a Salvador de Bahía y otras importantes ciudades nordestinas. Gracias a la escasa distancia de la capital del Estado, la ciudad posee un diversifica e importante sector terciario, además de industrias y la Universidad Estadual de Feira de Santana.
Posee una fuerte producción agropecuaria, principalmente, tabaco, porotos, mandioca y maíz.
Feira de Santana es famosa también por sus fiestas típicas, como la de «Señora Sant'Ana», en la segunda quincena de enero; la «Micareta», fiesta carnavalesca celebrada 15 días antes de las Pascuas; el «Festival de Guitarras» en septiembre; y la corrida de toros en noviembre.

## Historia

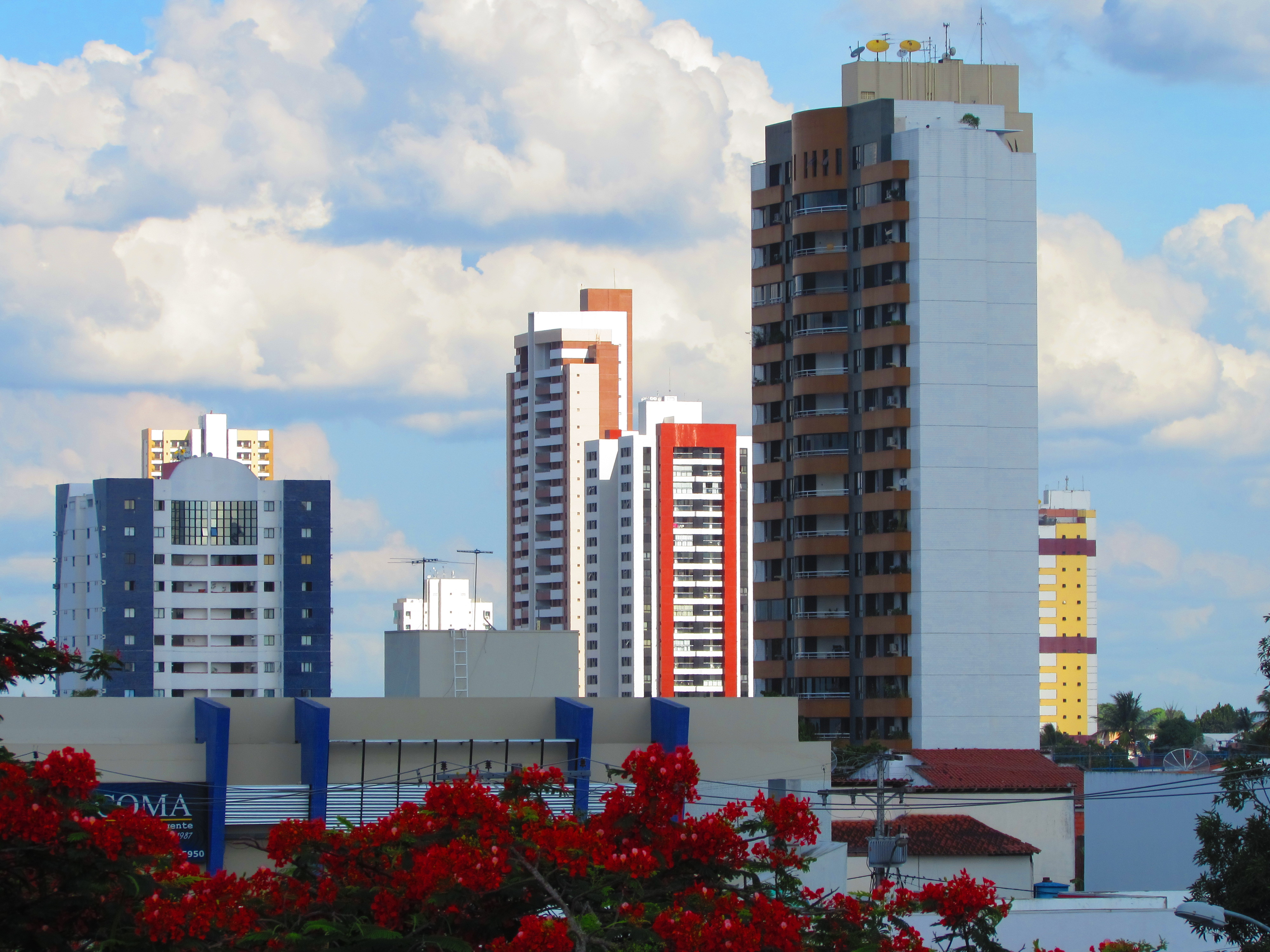
La ciudad sufrió gran urbanización a partir de la década de 1960, en la foto, modernos edificios en el barrio Santa Mónica.

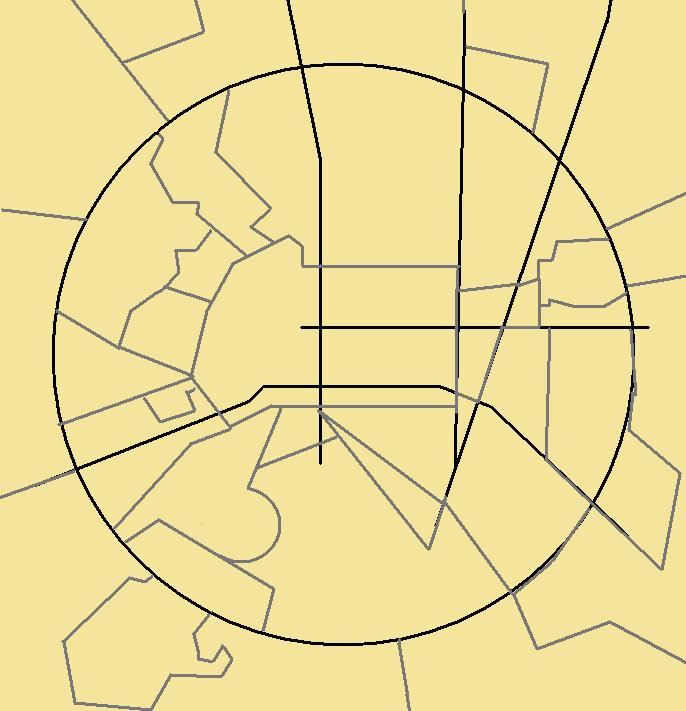
Mapa artesanal de los límites de los barrios de la región central de Feira de Santana, Bahía, Brasil.

Fue fundada el día 13 de noviembre de 1832, y obtuvo la categoría de villa el día 9 de mayo de 1833, con el nombre de Villa do Arraial de Feira de Sant’Anna. 
Consiguió el estatus de ciudad el día 16 de junio de 1873, por medio de la ley provincial n.° 1.320 y pasó a ser llamada Ciudad Comercial de Feira de Santana.
Los decretos estaduales 7.455 y 7.479, del 23 de junio y el 8 de agosto de 1931, respectivamente, simplificaron el nombre al de Feira.
Por decreto estadual n.º 11.089, de 30 de noviembre de 1938, se oficializó el nombre al de Feira de Santana.
Su nombre es un homenaje a los fundadores de la ciudad, el matrimonio de Domingos Barbosa de Araújo y Anna Brandoa, que construyeron una capilla en la estancia "Sant’Anna de los Ojos D’Água", en devoción a Santa Ana.
La Ley provincial n.º 1.320, de 18 de septiembre de 1873, elevó la villa a la categoría de ciudad, como el nombre de Ciudad Comercial de Feria de Sant'Anna. Hay controversias en cuanto a la fecha de emancipación del municipio. Según el IBGE, su creación se dio por decreto de 13 de noviembre de 1832. Para la asamblea legislativa del estado ocurrió el 13 de enero de 1833. Ya la alcaldía oficializó la fecha del 9 de mayo de 1833. Es necesario que la cámara proceda Una investigación definitiva para aclarar esa duda. [33]
La arborización del municipio se dio en 1888. Consta, además, que las plazas y calles existentes fueron ampliadas e iluminadas con 120 lámparas. La iluminación era hecha por un motor danés. El creciente ritmo de desarrollo del pueblo exigió la construcción de calles anchas, donde comenzaron a instalarse casas comerciales en gran cantidad, para atender a la población que crecía sumada a la llegada de brasileños y extranjeros que adoptaron Feira de Santana como vivienda.

### Comunicaciones
Central de TV Subaé.
Área de cobertura de la TV Subaé en el estado de Bahía.
Nextel, gigante mundial en el sector de telecomunicaciones dirigida al público corporativo, tiene operaciones en Feira de Santana.
Emisoras de televisión
Generador
- TV suba - canal VHF 10 analógico y UHF 27 (10.1) digital - Red Globo

Reproductores
- TV Aratu - canal VHF 3 analógico - SBT
- TV Record Bahia - canal VHF 5 analógico y UHF 22 (5.1) digital - Red Record
- TVE Bahía - canal VHF 8 analógico - TV Brasil / TV Cultura
- Bahía - canal VHF 12 analógico y UHF 35 (12.1) digital - Red Bandeirantes
- Record News - canal UHF 19 analógico
- Red de Vida - canal UHF 21 analógico y UHF 14 (21.1) digital
- Red Mundial - canal UHF 30 analógico
- RIT - canal UHF 32 analógico
- TV Canción Nueva - canal UHF 58 (38.1) digital
- TV Nuevo Tiempo - canal UHF 40 analógico
- TV J - canal comunitario - emisora local canal 15 NET - TV por cable

Seu aeroporto é o Aeroporto Governador João Durval Carneiro. A cidade encontra-se no principal entroncamento rodoviário do Nornordeste brasileiro, e o segundo do Brasil, atrás apenas de São Paulo, é onde ocorre o encontro das BRs 101, 116 e 324, além de seis rodovias estaduais, funcionando como ponto de passagem para o tráfego que vem do Sul, Sudeste e do Centro-Oeste, que se dirige para Salvador e outras capitais e importantes cidades nordestinas. Graças a esta posição privilegiada, possui um importante e diversificado setor de comércio e serviços, além de indústrias de transformação, alimentícias, química, materiais elétricos, materiais de transporte, na produção de biodiésel, mecânica, e aeronáutico. A partir da década de 1970, o perfil econômico feirense cresceu progressivamente, tendo evoluído para um importante e diversificado centro industrial, logístico e econômico regional, até se tornar uma das principais cidades do interior do Brasil.
La Feria de Santana, "la Princesa del Sertão", como fue apodada por Ruy Barbosa, en 1919, trae, entonces, desde sus raíces, características que aún hoy forman parte de su cotidiano: la religiosidad de su pueblo, Situación de cruce de carreteras, y las intensas actividades económicas. Durante las décadas de 1931 y 1940, Feria de Santana pasó por una serie de transformaciones que actuaron sobre el Municipio, permitiendo una modernización de carácter, al principio, económico, la cual repercutió sobre las características agrarias que poseía hasta entonces. En abril de [1937], la ciudad realizó una de las primeras fiestas de Micareta del país. En el año de 1957,

## Economía

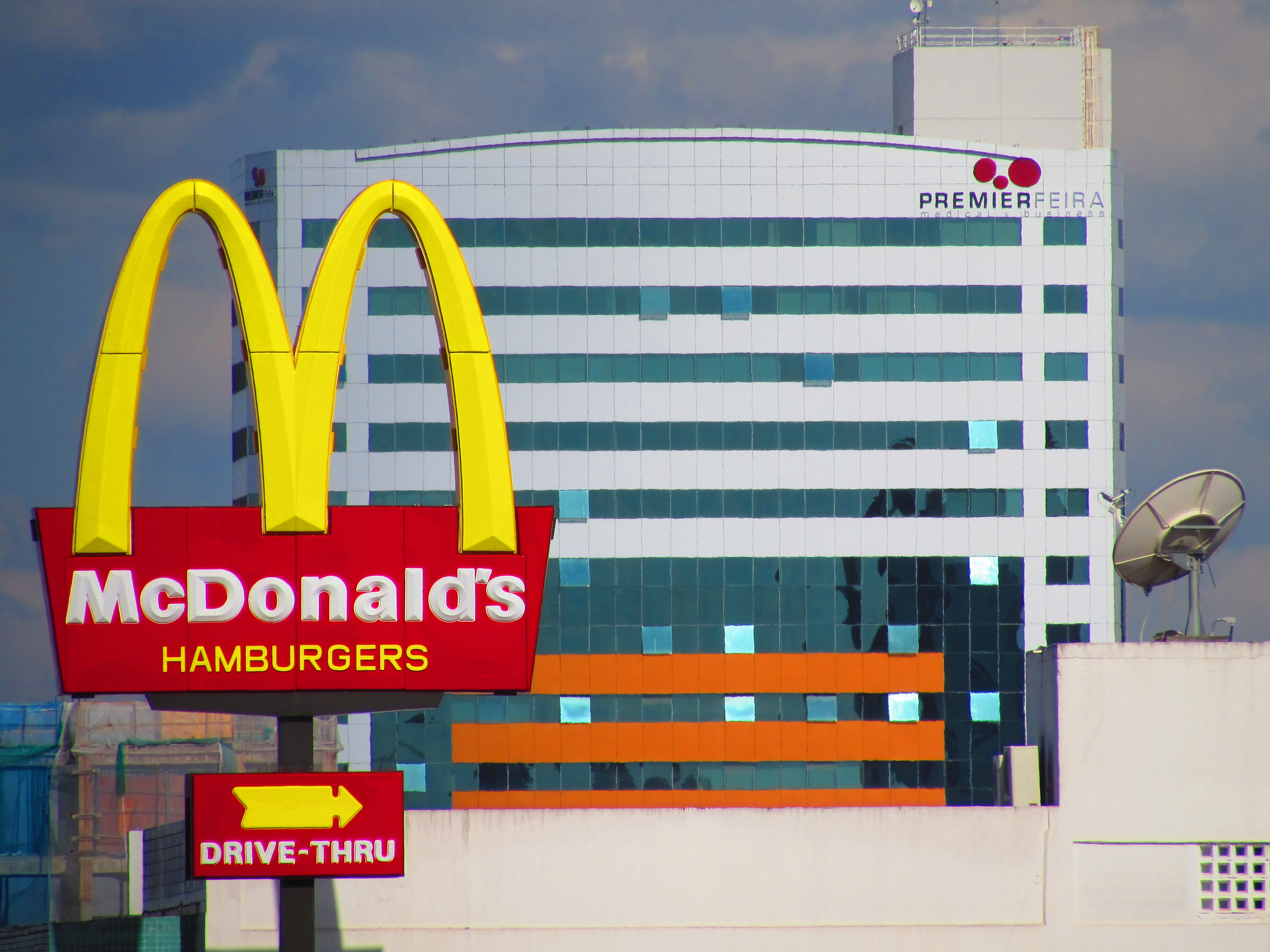
La franquicia de McDonald's en Feria de Santana

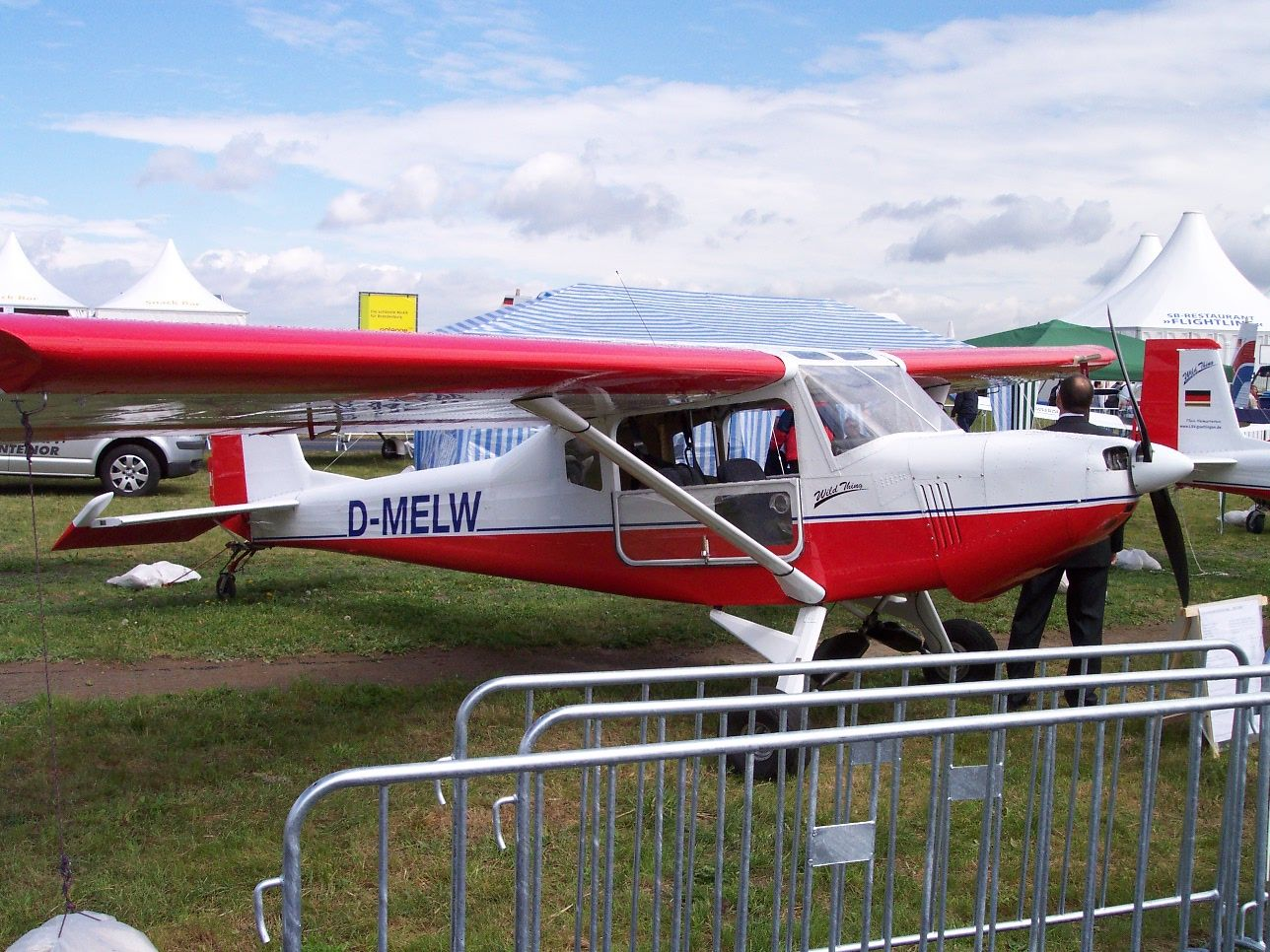
Los aviones ultralivianos y monomotores son producidos por Paradise en Feira de Santana.

.
.

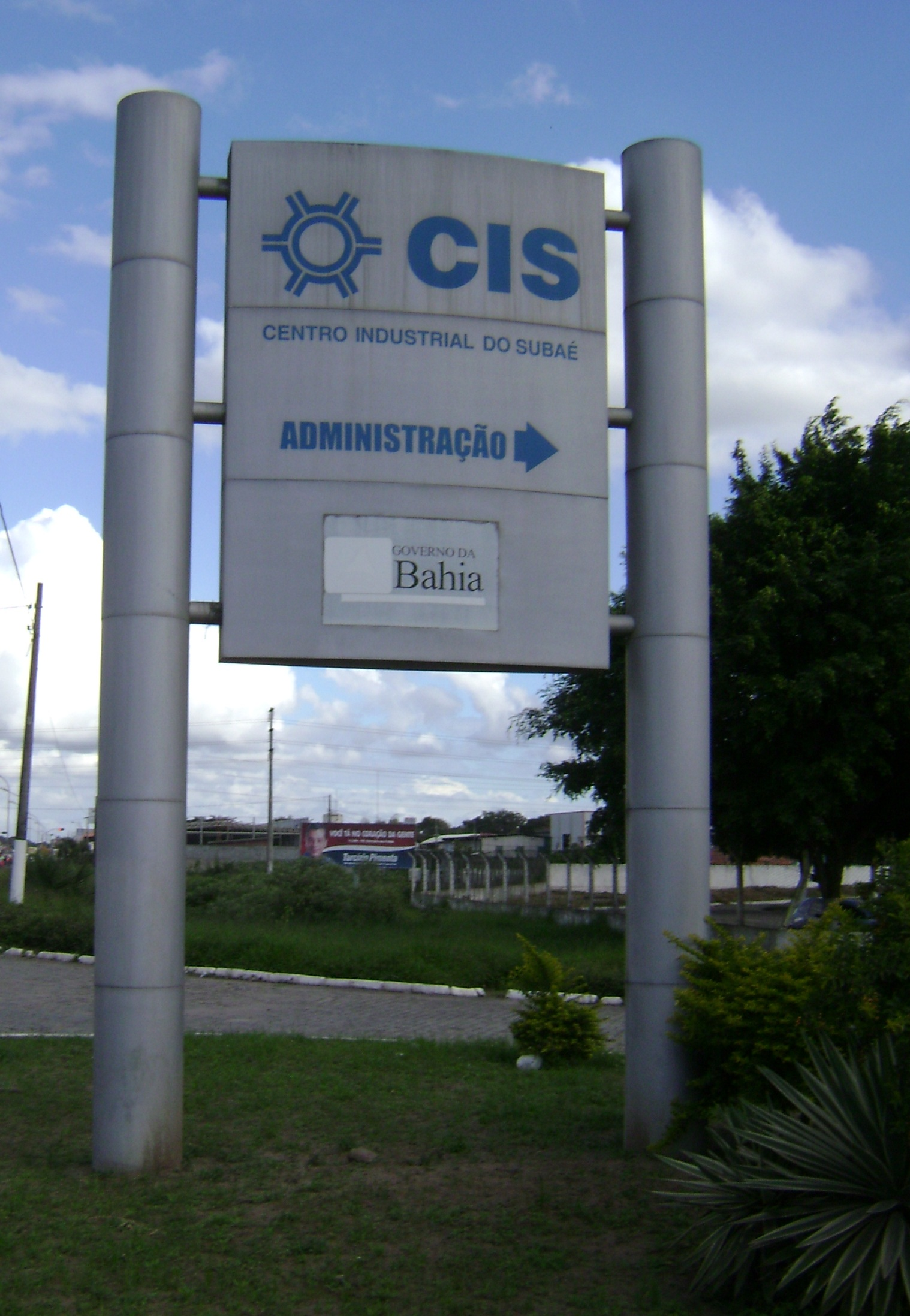
Inscripción en la entrada del Centro Industrial de Subaé (CIS Tomba).

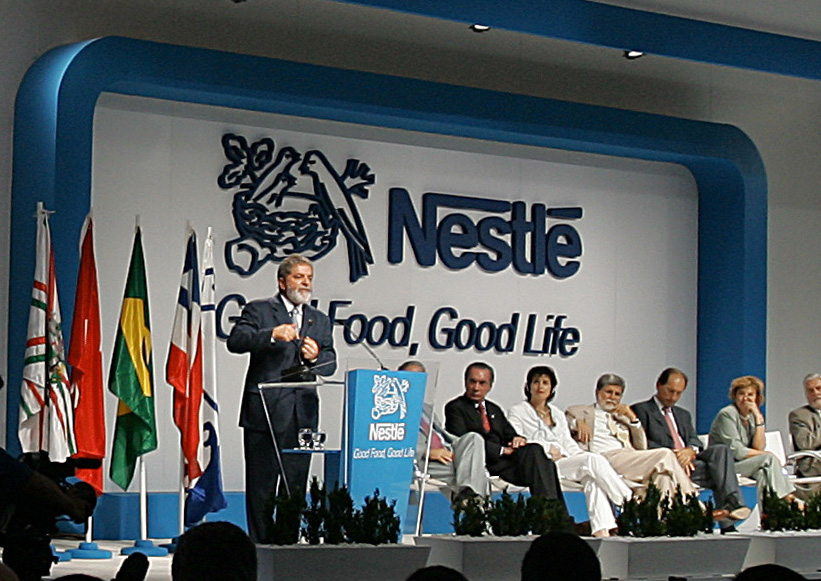
El presidente Lula da Silva discursa en la inauguración de la planta de Nestlé en Feira de Santana, en Bahía.

El municipio es el segundo centro urbano más grande del Bahía, el más grande del interior del Norte y uno de los más importantes del país. La feria de Santana como ciudad grande de nivel medio metropolitana, así definida por el IBGE, durante buena parte de su historia, actuaba como parte de un sistema urbano primado, dependiente de Salvador, Desde la segunda mitad del siglo XX la ciudad pasó a ser un polo de actividades económicas y sociales, pasando a ejercer influencia sobre cientos de municipios de la región. Actualmente Feria de Santana posee un PIB de R $ 11.733.553 millones de reales, siendo el municipio con mayor PIB del interior del Nordeste de Brasil.
El comercio es el principal motor de la economía Feirense, responsable de gran parte de su producto interno bruto, desde sus orígenes la ciudad todavía mantiene las tradiciones comerciales muy fuertes.
La industria viene en segundo lugar, responsable de una parte importante del PIB municipal, la ciudad cuenta con dos grandes polos industriales: CIS Tomi y CIS Y está a punto de recibir el CIS Norte, posee miles de fábricas no solo en los polos, pero esparcidos por diversos rincones de la ciudad. La industria de Feria de Santana es muy diversificada y se destaca en la producción de diversos productos como: alimenticios, material de transporte, materiales eléctricos, mecánica, química, utensilios domésticos, [...] , Muebles, máquinas, [auto], botellas, papel y cartón, y cartón.
La agricultura es responsable de solo una pequeña parte de la economía de la ciudad, la población rural es pequeña, pero produce una cantidad significativa de productos, la ciudad posee un gran rebaño, la plaza de Feria de Santana figura entre Las cinco mayores de Brasil en volumen de negocios, obviamente debido a su fuerte vocación pecuaria que se remonta desde su fundación. La feria de Santana se destaca en la creación de asininos ([1], equinos y conejos (2ª posición nacional), la ciudad es también gran productora de pollo s, Huevos y leche.
La feria de Santana es una ciudad de atracción demográfica, polo educativa, de generación de empleo, renta, y de grandes oportunidades de negocios en todos los sectores de actividades económicas, principalmente en el inmobiliario, comercial e industrial. En la implantación del polo de logística, donde atenderá la demanda de todo el Norte y Nordeste del país, además de otras regiones del mismo, el municipio de Feira de Santana también cuenta con buena infraestructura y concentra todas las inversiones de ampliación e implantación De los principales soportes económicos, el comercio, los servicios y la industria de transformación. La Feria de Santana ejerce un papel prominente en una amplia región de Bahía por el hecho de poseer una importante economía de aglomeración y constituirse en un entroncamiento por donde circulan mercancías oriundas del Sur / Sudeste de Brasil hacia el Nordeste y viceversa y de las varias regiones del país, El Estado. Según el censo empresarial, existen más de 4.292 establecimientos en la ciudad, siendo el 81,4% de ellos al por menor y el 18,6% de atacado, generando 23.207 empleos directos y más de 75 mil indirectos y su participación en el PIB brasileño creció el 21,19% En los últimos años. El municipio es el tercer mayor recaudador de ICMS del Estado de Bahía y el segundo mayor en el ranking IPC en Bahía, el mayor del interior del Norte / Nordeste y [el Centro Oeste] y el 47.º de Brasil con un consumo De más de 10 mil millones al año (2015), con PIB per cápita / año de 19.172,47 y PIB total Que es el municipio más rico de todo el interior de la región Nordeste, y único por encima de 10 mil millones, el 3.er más rico de Bahía, el 12.º más rico del Nordeste, y el 69.º más rico del país.

### Industrialización
Inaugura fábrica de Nestlé en el CIS BR 324 en Feria de Santana en 2007. [...] [...]

## Demografía

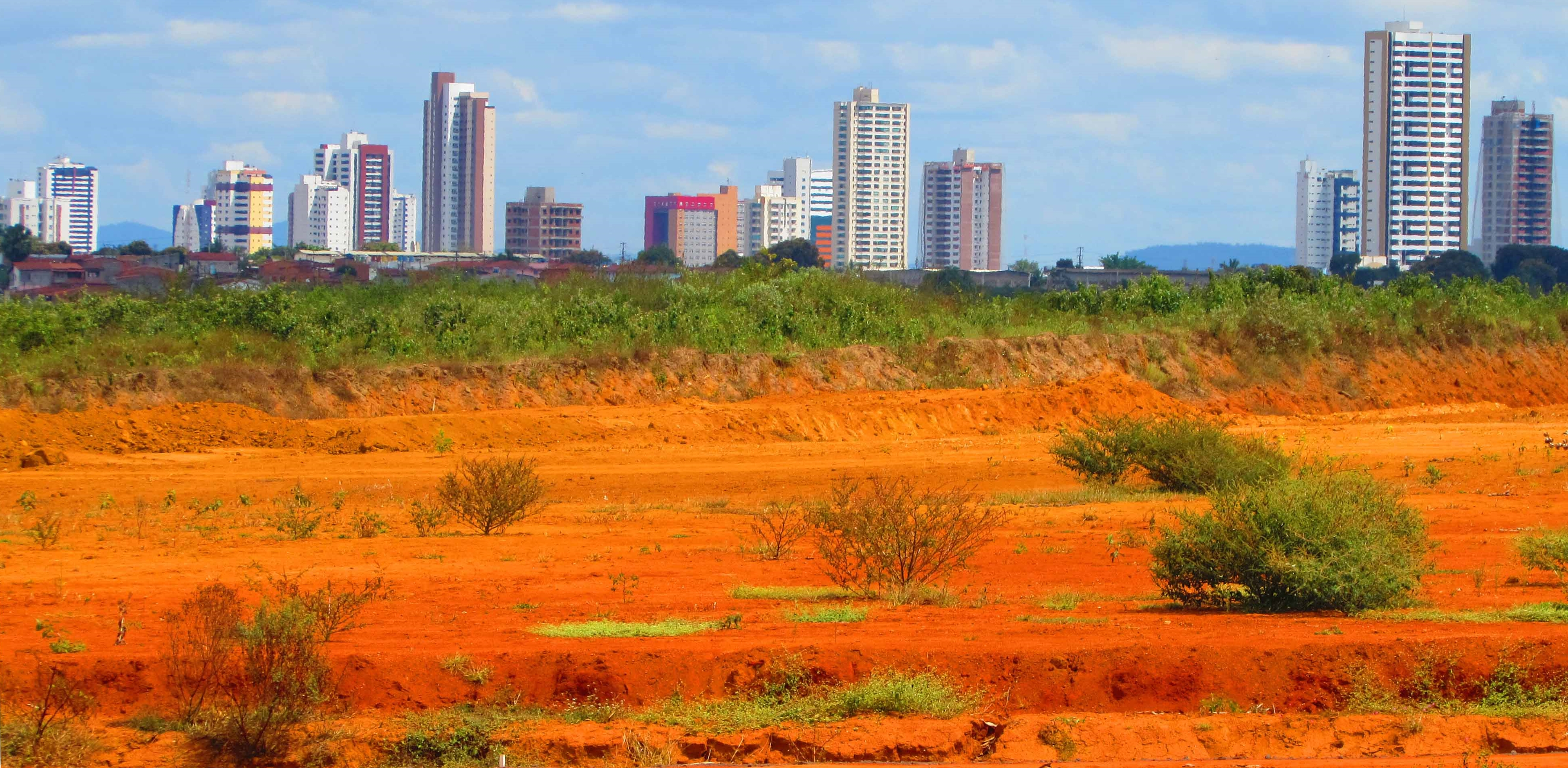
Feira de Santana vista do Parque Lagoa Subaé, próximo da fábrica de pneus Vipal.

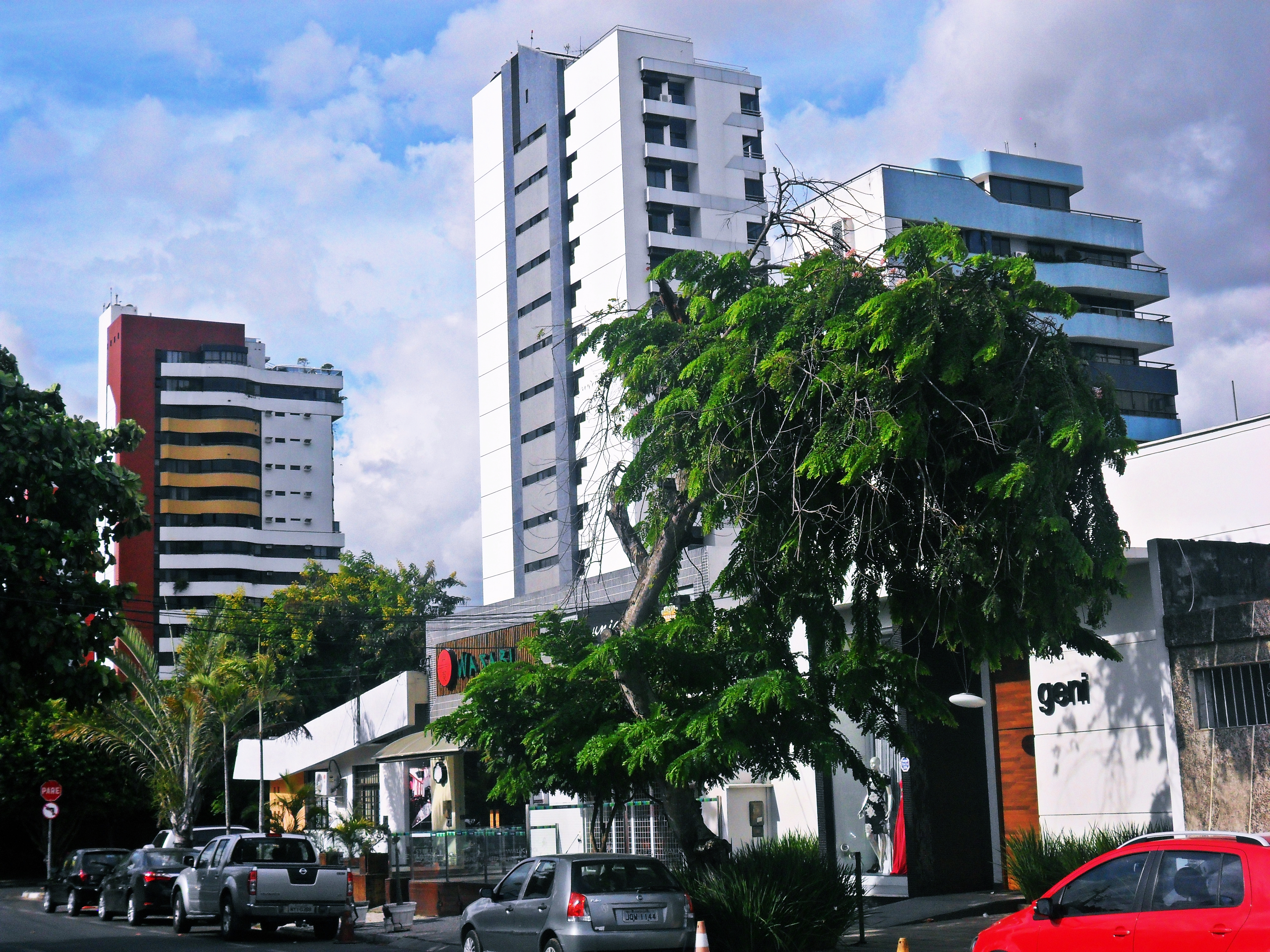
Bairro Kalilândia, que quer dizer Terra de Khalil, fundado por inmigrantes árabes, está localizado próximo ao centro da cidade, é o bairro com melhor qualidade de vida de Feira de Santana.

La ciudad cuenta con 416,03 habitantes cada km², su crecimiento poblacional es del 6,70% al año.
En números, la ciudad que tenía cerca de 4000 habitantes cuando de la visita del entonces Emperador Pedro II do Brasil cuenta actualmente con cerca de 769 176, según los números del censo de 2015, Feria de Santana ocupa la segunda posición en población del estado detrás de la capital  Salvador , equivalente a la sumatoria de la tercera ciudad con 343 230 habitantes y la cuarta con [...] con 286 919 habitantes. Es la 11.ª ciudad más grande del Nordeste, y la 34.ª colocada en el ranking nacional, mayor que ocho capitales: Cuiabá, Vitória, Florianópolis, Rio Branco , Palmas, Porto Velho, Boa Vista y Macapá. Dentro de la división regional del REGIC - Regiones de Influencia de las Ciudades, constituida en regiones funcionales urbanas, publicadas por el IBGE en 1987 y 2003, Feria de Santana se clasifica como [capital regional], abarcando más de cien municipios con de una población de más de 3 millones de habitantes, y un área de 99.538 km², representando el 20,72 % del total de habitantes del Estado de Bahía, el 23.02 % de los municipios del estado, el 27.88 % del área territorial del Estado. Es también la ciudad más poblada del interior del Norte y del Sur de Brasil, la sexta ciudad más grande del interior del país, quedando atrás solo de Norte , São José dos Campos, Ribeirao Preto, Uberlandia y Sorocaba, y la 68.ª mayor ciudad de la América del Sur, con una región metropolitana de más de 732 754 habitantes es el mayor aglomerado urbano del interior del Nornordeste, cuando concluida, la Región Metropolitana de Feria de Santana contará con cerca de 914 650 habitantes. La población de Feira de Santana crece en promedio 80 a 120 mil habitantes por década, un número bastante expresivo. Cerca del 91,7% de la población del municipio vive en la zona urbana y solo el 8,3% en la zona rural, el 52,72% de la población del municipio son mujeres, y el 47,42% son hombres. La feria de Santana es la ciudad que proporcionalmente mejor ofrece oportunidades de trabajo, emprendedorismo y educación superior por encima del promedio del estado de Bahía, siendo estos, los principales motivos para una intensa migración a la ciudad. La población de Feira es predominantemente de mediana edad. 
La Ciudad de Santana es considerada alta por el Programa de las Naciones Unidas para el Desarrollo (PNUD), su valor es de 0,712 (censo de 2010), Feira de Santana ocupa la categoría de " En el caso de los municipios de Brasil, en los que 1545 (27,76 %) municipios están en situación mejor y 4.020 (72,24 %) municipios están en situación igual o peor. En cuanto a los 417 otros municipios de Bahía, Feira de Santana ocupa la 5.ª posición, siendo que 4 (0,96 %) municipios están en situación mejor y 413 (99,04%) municipios están en peor situación. La renta per cápita es de R $ 15,199 91, el índice de pobreza es del 15,75%, el analfabetismo 11,25%, el desempleo 8,6%, el índice de Gini es de 60,79 (2010), Longevidad o esperanza de vida al nacer de 74,2 años. La ciudad posee la mayoría de los indicadores altos en relación con el promedio nacional y de la región Nordeste. El IDH-M pasó de 0,585 (bajo) en 2000, a 0,712 (alto) en 2010 - una tasa de crecimiento del 21,71%.
Etnias

### Proyección
| Año  | Población Feirense | Fuente |
| ---- | ------------------ | ------ |
| 2030 | 701 018            |        |
| 2040 | 738 334            |        |
| 2050 | 745 817            |        |
| 2060 | 766 018            |        |
| 2070 | 786 554            |        |
| 2080 | 801 334            |        |
| 2090 | 813 776            |        |
| 2100 | 822 710            |        |

## Población
| Cor/Raça | Percentagem | - | Pardos | 55,84% | - | blancos | 23,07% | - | Negros | 20,01% | - | Asiáticos | El 1,0% | - | Otras | El 0,2% | - |

### Feira de Santana
- Urbana: 703.166
- Rural: 60.757
- Mujeres: 570.187
- Hombres:

295.176

### Bonfim de Fátima
- Urbana: 5.131
- Rural: 3.446
- Mujeres: 6.786
- Hombres: 2.023

### Governador Dr. João Durval Carneiro
- Urbana: 1.214
- Rural: 5.735
- Mujeres: 3.731
- Hombres: 1.876

### Humildes
- Urbana: 19.055
- Rural: 7.024
- Mujeres: 13.573
- Hombres: 8.025

### Jaquara
- Urbana: 765
- Rural: 5.886
- Mujeres: 7.446
- Hombres: 3.631

### Jaíba
- Urbana: 3.935
- Rural: 5.024
- Mujeres: 6.875
- Hombres: 3.746

### Maria Quitéria
- Urbana: 21.224
- Rural: 30.264
- Mujeres: 21.534
- Hombres: 12.027

### Matinha
- Urbana: 975
- Rural: 14.657
- Mujeres: 10.746
- Hombres: 4.306

### Tiquaruçu

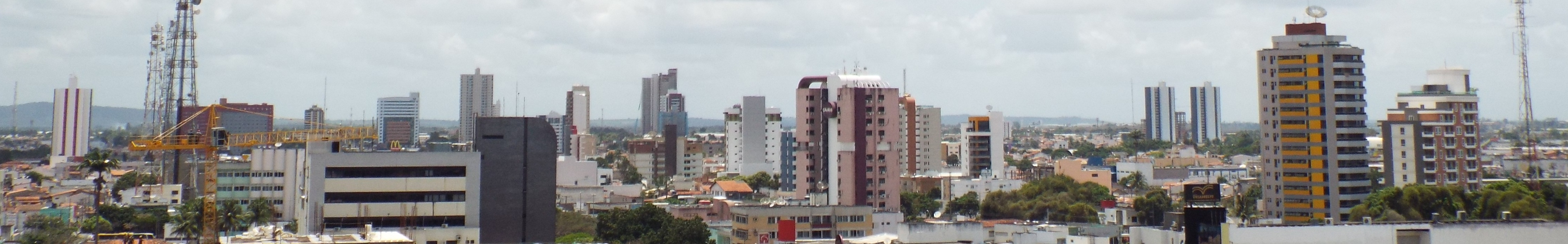
Vista de la línea del horizonte de Feria de Santana, a partir del edificio Metropolitan Center

- Urbana: 605
- Rural: 4.631
- Mujeres: 5.886
- Hombres: 3.075

### Imagens

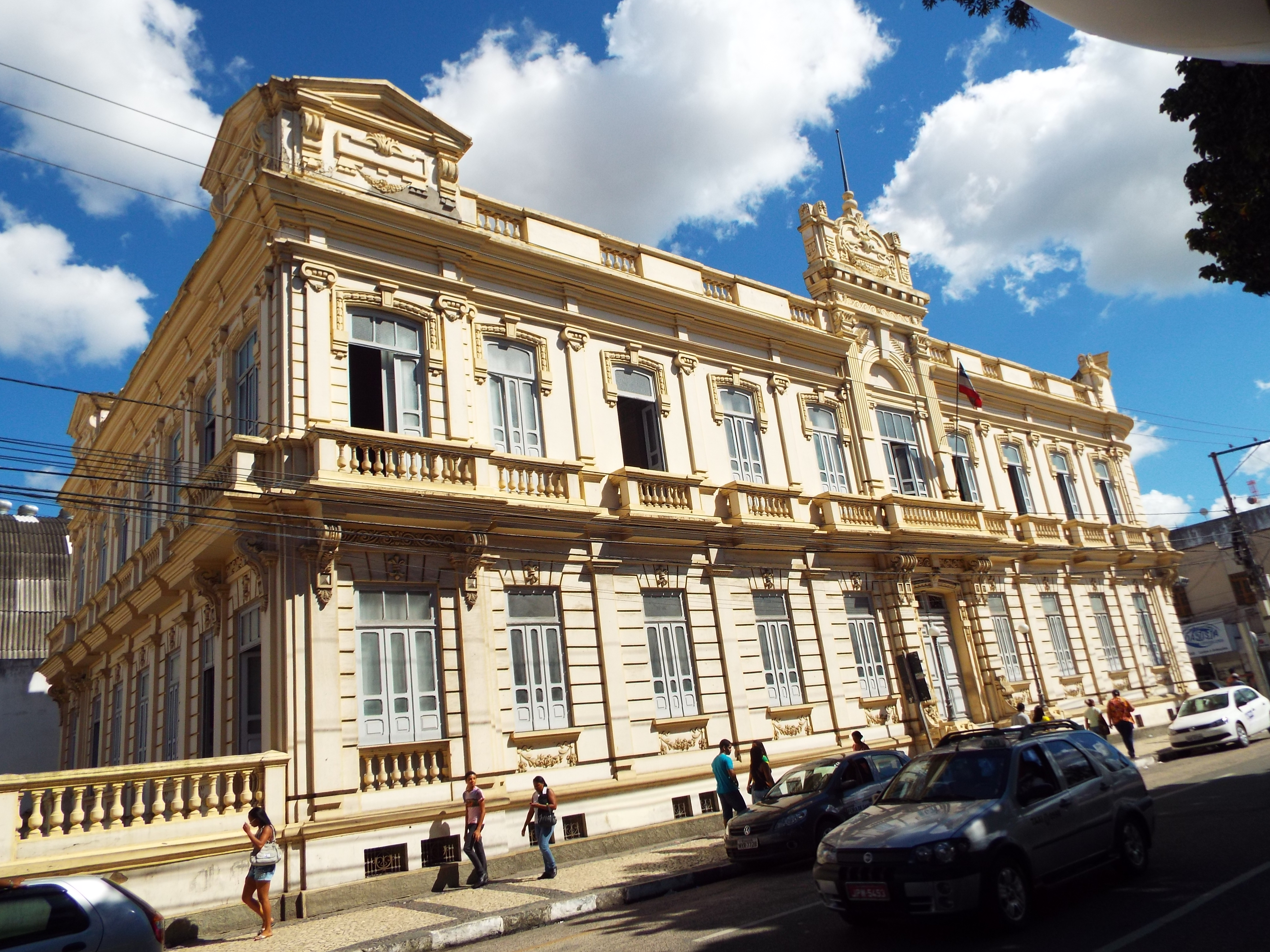
Descripción1
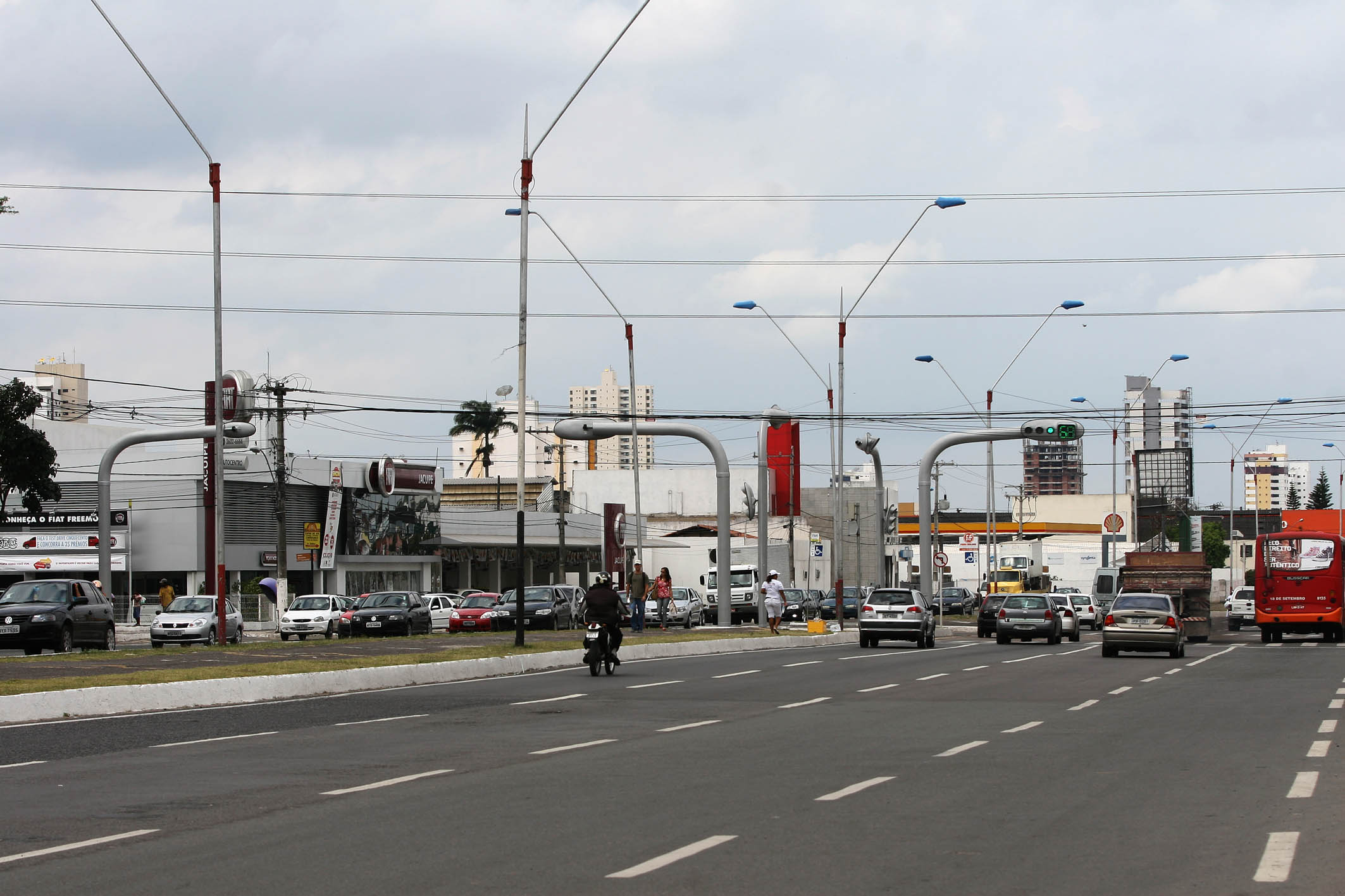
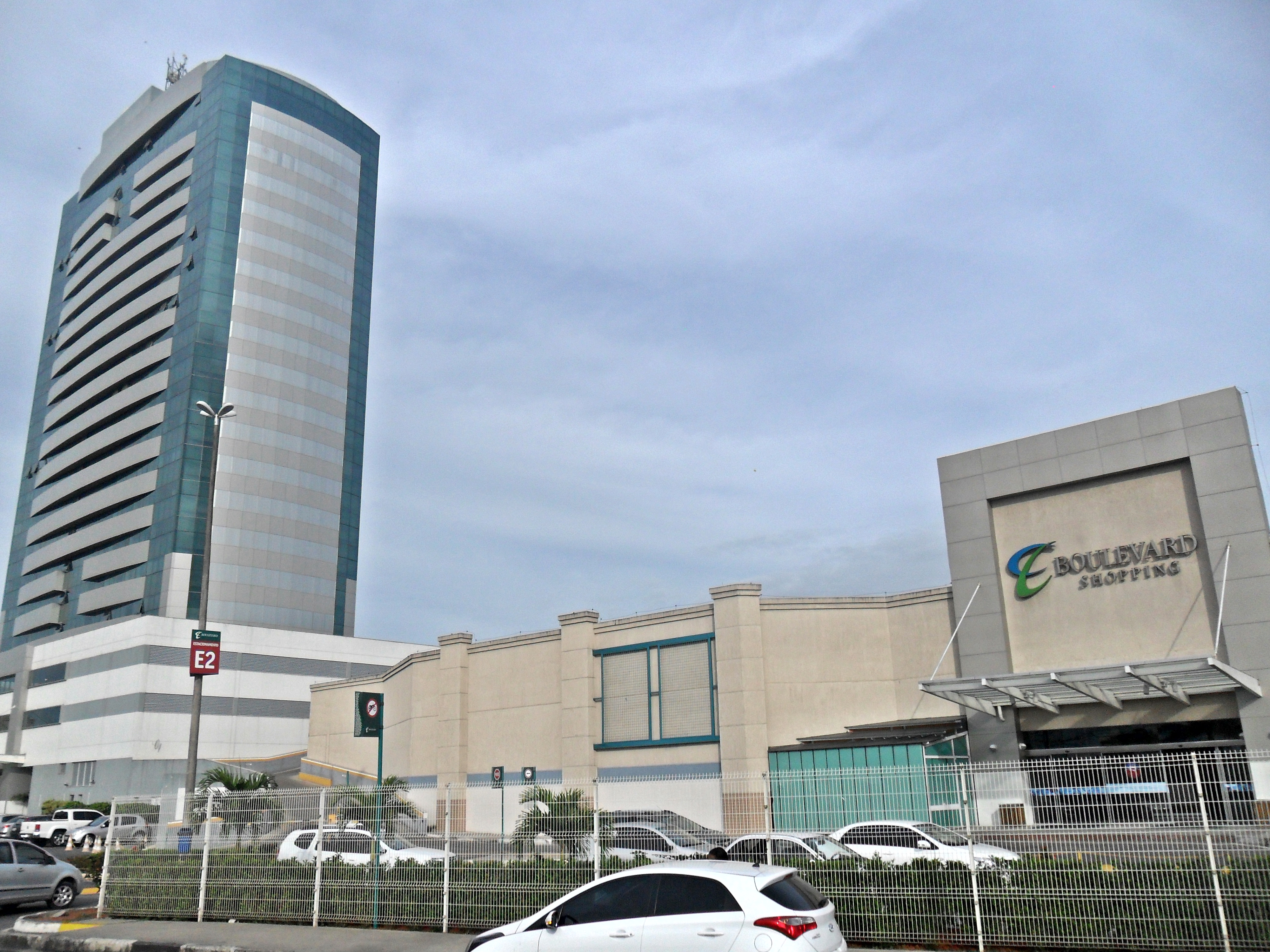
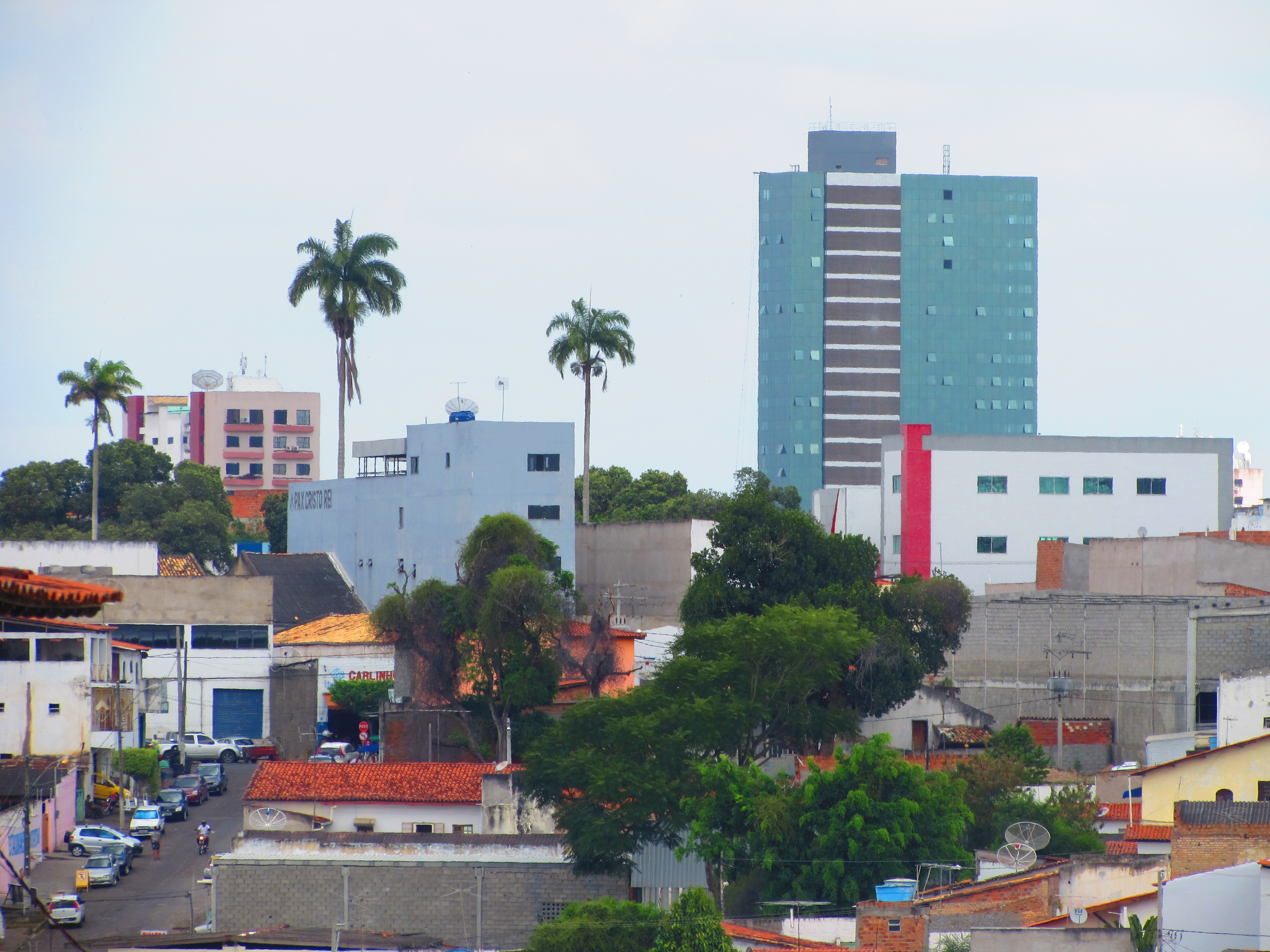
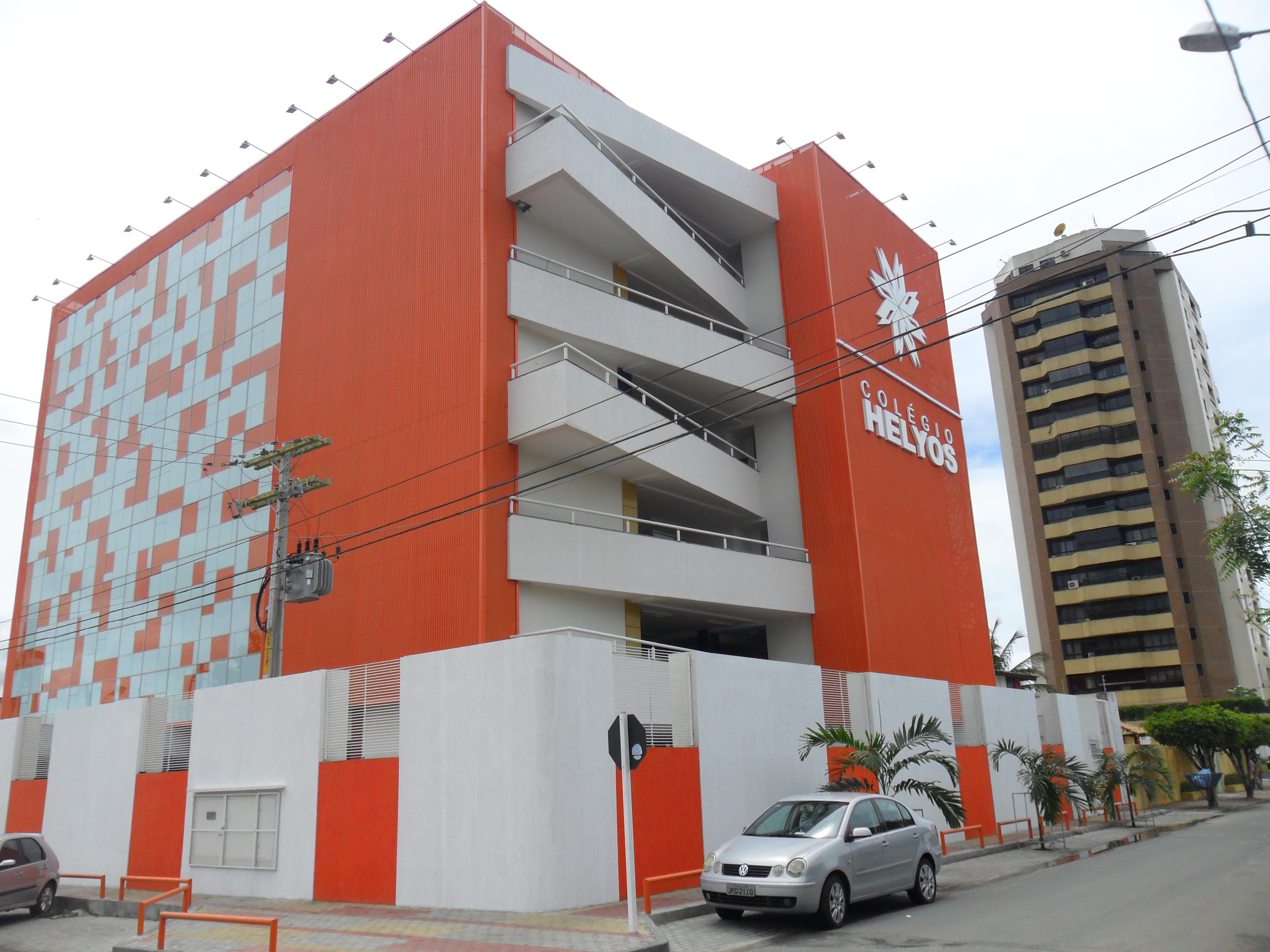
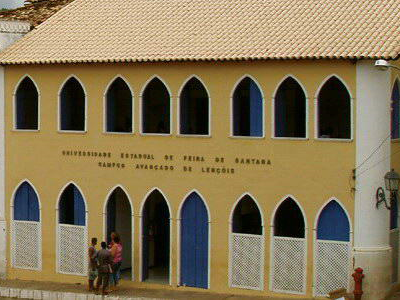
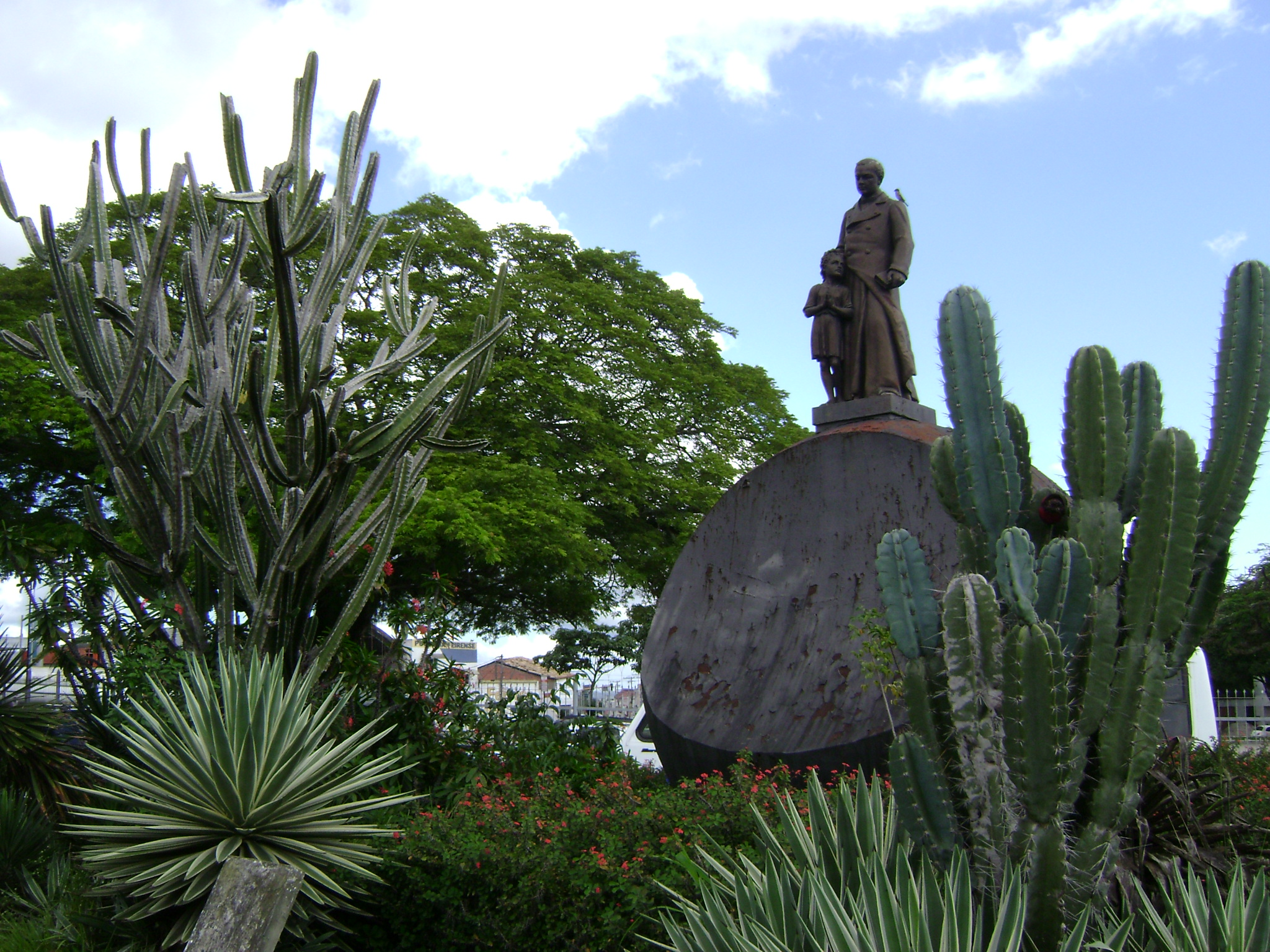